# Leza de Río Leza
Leza de Río Leza ist ein Ort und eine zur bevölkerungsarmen Serranía Celtibérica gehörende Gemeinde (municipio) mit nur noch 43 Einwohnern (Stand: 2024) in der Autonomen Gemeinschaft La Rioja im Norden Spaniens.

## Lage und Klima
Der Ort Leza de Río Leza liegt am Mittellauf des Río Leza gut 21 km (Fahrtstrecke) südlich der Provinzhauptstadt Logroño in einer Höhe von ca. 570 m. Soria, die Hauptstadt der südlich an die Rioja angrenzenden altkastilischen Provinz, befindet sich gut 85 km südlich. Das Klima ist gemäßigt bis warm; Regen (ca. 515 mm/Jahr) fällt hauptsächlich im Winterhalbjahr.

## Bevölkerungsentwicklung
| Jahr      | 1857 | 1900 | 1950 | 2000 | 2018 |
| Einwohner | 307  | 157  | 178  | 28   | 33   |

Infolge des Rückgangs der Textilherstellung, der Mechanisierung der Landwirtschaft, der Aufgabe bäuerlicher Kleinbetriebe und des daraus resultierenden geringeren Arbeitskräftebedarfs ist die Einwohnerzahl des Bergorts seit der Mitte des 19. Jahrhunderts deutlich zurückgegangen (Landflucht).

## Wirtschaft
Die Gemeinde war jahrhundertelang zum Zweck der Selbstversorgung landwirtschaftlich orientiert, wobei die Viehwirtschaft (Milch, Käse, Fleisch) im Vordergrund stand; aus der Schafwolle wurden Weberzeugnisse hergestellt, die auch getauscht oder verkauft werden konnten. Aber auch Obst, Gemüse und Getreide wurden angebaut. Heute werden vor allem im Sommerhalbjahr Ferienwohnungen (casas rurales) vermietet.

## Geschichte
Keltiberische, römische, westgotische und selbst islamisch-maurische Siedlungsspuren wurden auf dem Gemeindegebiet nicht entdeckt. Das hochgelegene Gebiet diente jahrhundertelang als Sommerweide für Schafe und Ziegen. Eine militärische Rückeroberung (reconquista) durch die Christen fand wohl nicht statt, doch wurde der Platz im Rahmen der Repoblación allmählich besiedelt. Seit etwa 1040 gehörte die Gegend zur von García Sánchez III. geschaffenen Grundherrschaft (señorio) der Tierra de Cameros. Im Mittelalter war die Region zeitweise zwischen den Königreichen Kastilien und Navarra umstritten; im Jahr 1366 vermachte Heinrich von Trastamara als Dank für geleistete Dienste 40 Dörfer an Juan Ramírez de Arellano, dessen Nachfahren, die Condes de Águilar und die Duques de Abrantes lange Zeit Grundherrn (señores) der Gegend blieben. Im 18. Jahrhundert erlebte der Ort wegen seiner Textilproduktion einen enormen Aufschwung. Nach der Abschaffung der Grundherrschaften im Jahr 1811 gehörte das Gebiet der Cameros zur Provinz Soria und kam erst im Jahr 1833 zur neugeschaffenen Provinz Logroño, aus der später die Region La Rioja hervorging.

## Sehenswürdigkeiten

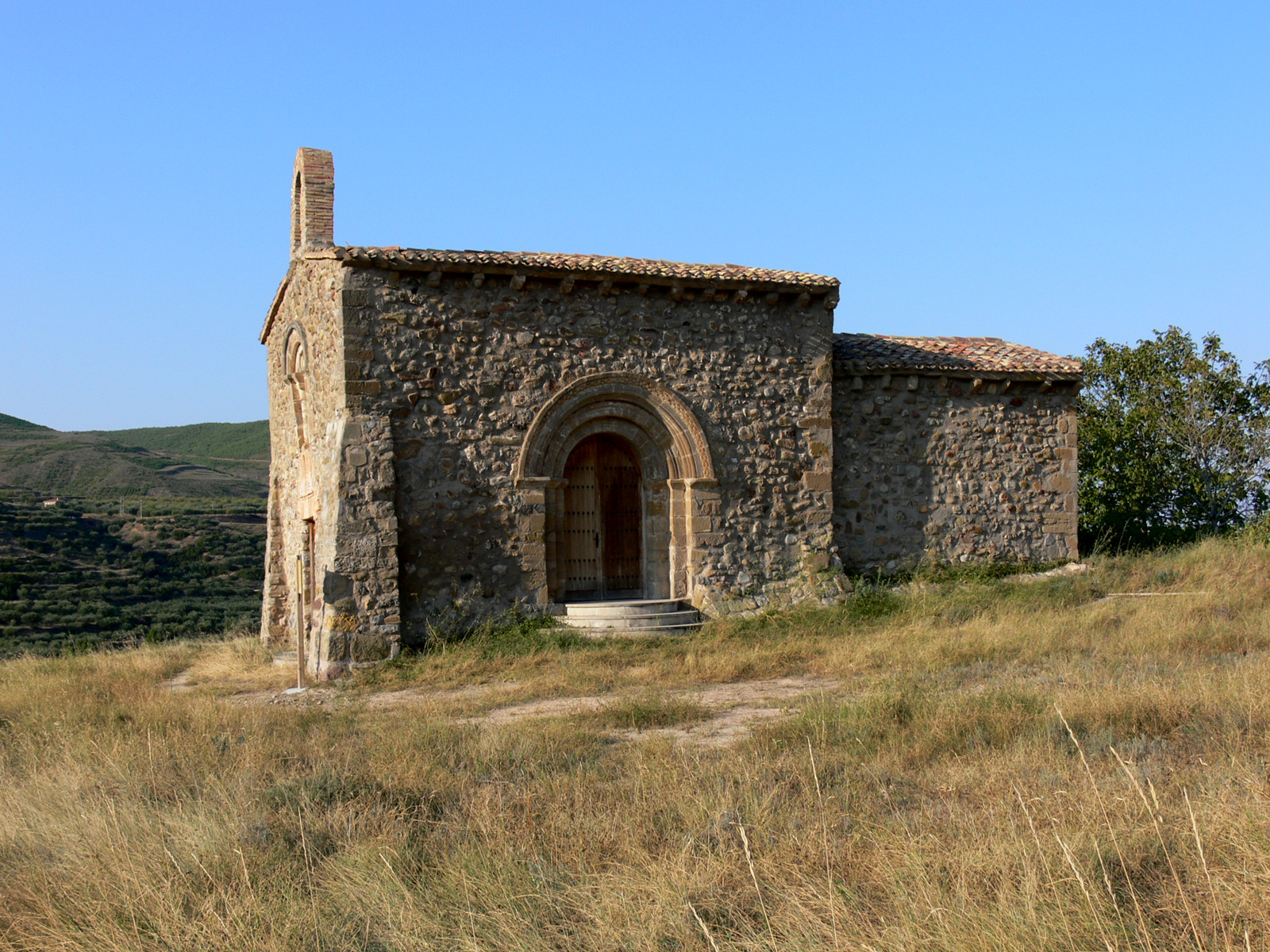
Leza de Río Leza – Ermita de la Virgen del Plano

- Die einschiffige Iglesia de Santa María la Blanca entstand in unterschiedlichen Bauphasen vom 15. bis. 18. Jahrhundert. Die Kirche verfügt über einen Glockenturm (campanario), eine Taufkapelle (capilla bautismal), und eine polygonal gebrochene Apsis.[4]

Umgebung
- Die aus Bruch- und/oder Feldsteinen erbaute romanische Ermita de la Virgen del Plano steht etwa 2 km außerhalb des Ortes. Sie ist die einzige noch erhaltene auf dem Gemeindegebiet.[5]
- Die Ruine der mittelalterlichen Ermita de San Martín hat kein Dach mehr, aber der zweigeteilte Glockengiebel (espadaña) über dem Triumphbogen ist noch erhalten.[6]